# Гірник (Новояворівськ)
«Гірник» — аматорський український футбольний клуб з міста Новояворівська Львівської області, заснований у 1982 році.

## Історія
Клуб було засновано у 1982 році. Виступав у регіональних змаганнях, але завдяки сріблу на чемпіонаті області 1989 року «Гірник» отримав право взяти участь у чемпіонаті УРСР 1990 року, в якому посів восьме місце у другій зоні, набравши 32 очки в 30 матчах. У 1991 році став чемпіоном Львівської області.
У 2011 році команда знялася зі змагань Першої ліги Львівської області після першого кола і була розформована.
Клуб було відновлено у березні 2013 року групою підприємців та представників місцевої влади. Вже у перший свій сезон «Гірник» став чемпіоном групи А Першої ліги чемпіонату Львівської області, перемігши 11 листопада 2013 року у стикових матчах «Кар'єр-Прикарпаття» (Торчиновичі) з загальним рахунком 4:3.
З 2016 року клуб стабільно виступає у Прем'єр-лізі Львівської області.
Домашні матчі проводить на міському стадіоні ім. Олега Русина.

## Досягнення
- Чемпіон Львівської області (1): 1991
- Срібний призер чемпіонату Львівської області (1): 1989
- Бронзовий призер чемпіонату Львівської області (2): 1992 (весна), 2024
- Чемпіон Першої ліги Львівської області (2): 2013, 2023